# Luis Díaz (fotbollsspelare)
Luis Díaz, född 13 januari 1997, är en colombiansk fotbollsspelare som spelar i Bayern München. Efter att ha slagit igenom i den colombianska ligan flyttade han till Europa och Porto 2019. Under säsongen 2021-2022 gjorde han 14 mål på 18 ligamatcher och värvades i januari 2022 av Liverpool i en övergång som rapporterades vara värd 45 miljoner Euro.
Díaz representerade det colombianska landslaget vid Copa América 2019 och 2021.